# Саул Текольський
Саул Арно Текольський (нар. 2 серпня 1947) — астрофізик-теоретик, професор фізики та астрономії Каліфорнійського технологічного інституту та Корнельського університету. Його основні наукові інтереси включають загальну теорію відносності, релятивістську астрофізику та обчислювальну астрофізику.

## Біографія
Після закінчення Селборнського коледжу (Іст-Лондон, Південно-Африканська Республіка) у 1964 році Текольський здобув ступінь бакалавра наук з відзнакою з фізики та прикладної математики у Вітватерсрандському університеті в Південно-Африканській Республіці в 1970 році. Він навчався в аспірантурі під керівництвом Кіпа Торна в Каліфорнійському технологічному інституті, де отримав ступінь доктора філософії. в 1973 році. Один рік працював науковим співробітником Річарда Толмена в Каліфорнійському технологічному інституті, а в 1974 році приєднався до Корнельського університету як професор-асистента з фізики та астрономії. У 1977 році перейшов на позицію асоційованого професора, а в 1983 році — професора. У 1999 році він став професором фізики й астрофізики Ганса Бете. У 2017 році його також призначили професором теоретичної астрофізики Робінсона в Каліфорнійському технологічному інституті.
Текольський є одним із піонерів чисельної теорії відносності: наукою, яка розв'язує рівняння загальної теорії відносності за допомогою суперкомп'ютерів. Він є співавтором серії книг про наукові обчислення Numerical Recipes. Його дослідницька група працює над релятивістськими чисельними розрахунками, щоб передбачити гравітаційно-хвильові сигнали в експериментах LIGO та LISA.

## Нагороди
- Стипендіат Альфреда Слоуна, 1973
- Стипендіат Джона Саймона Гуггенгайма, 1981
- Нагорода Forefronts of Large-Scale Computing Award, 1990
- Член Американського фізичного товариства, 1994
- Член Американського астрономічного товариства
- Член Американської академії мистецтв і наук, 1996
- Член Національної академії наук США, 2003
- Медаль Дірака Міжнародного центру теоретичної фізики[5], 2021
- Премія Ейнштейна Американського фізичного товариства (спільно з Кліффордом Віллом[en]), 2021[6]